# 浅井町 (稲沢市)
浅井町（あさいちょう）は、愛知県稲沢市の地名。

## 地理
稲沢市北西部に位置する。西は清水町、南は下屋町、北は竹腰東町に接する。

### 学区
市立小・中学校に通う場合、学校等は以下の通りとなる。また、公立高等学校に通う場合の学区は以下の通りとなる。
| 番・番地等 | 小学校             | 中学校             | 高等学校 |
| ---------- | ------------------ | ------------------ | -------- |
| 全域       | 稲沢市立清水小学校 | 稲沢市立明治中学校 | 尾張学区 |

### 字一覧
- 油地（あぶらじ）[WEB 7]
- 戌亥出（いぬいで）[WEB 7]
- 北奥屋（きたおくや）[WEB 7]
- 北出（きたで）[WEB 7]
- 郷前（ごうまえ）[WEB 7]
- 三代地（さんだいち）[WEB 7]
- 下海花（しもかいばな）[WEB 7]
- 寺西（てらにし）[WEB 7]
- 中海道（なかかいどう）[WEB 7]
- 中海花（なかかいばな）[WEB 7]
- 紅屋（べにや）[WEB 7]
- 南奥屋（みなみおくや）[WEB 7]
- 宮西（みやにし）[WEB 7]
- 宮東（みやひがし）[WEB 7]
- 宮前（みやまえ）[WEB 7]
- 八神（やがみ）[WEB 7]

## 歴史

### 人口の変遷
国勢調査による人口および世帯数の推移。
| 1995年（平成7年）  | 27世帯 103人 |  |
| 2000年（平成12年） | 27世帯 101人 |  |
| 2005年（平成17年） | 27世帯 95人  |  |
| 2010年（平成22年） | 28世帯 86人  |  |
| 2015年（平成27年） | 26世帯 77人  |  |
| 2020年（令和2年）  | 26世帯 65人  |  |

### 沿革
- 1889年（明治22年） - 中島郡浅井村が同郡光堂村大字浅井となる[2]。
- 1902年（明治35年） - 光郷村大字浅井となる[2]。
- 1906年（明治39年） - 明治村大字浅井となる[2]。
- 1955年（昭和30年） - 稲沢町大字浅井となる[2]。
- 1958年（昭和33年） - 稲沢市浅井町となる[2]。

## 交通
- 愛知県道132号天池片原一色線[1]
- 東海道新幹線[1]

## 施設
- 明治保育園[1]
- 浅井公民館[1]
- 真宗大谷派明蔵寺[1]

### WEB
1. ↑  “愛知県稲沢市の町丁・字一覧”.   人口統計ラボ. 2023年5月5日閲覧。
2. 1 2  総務省統計局 (2022年2月10日). “令和2年国勢調査の調査結果(e-Stat) - 男女別人口，外国人人口及び世帯数－町丁・字等” (CSV). 2023年8月2日閲覧。
3. ↑  “愛知県稲沢市の郵便番号一覧”.   日本郵便. 2023年11月11日閲覧。
4. ↑  “市外局番の一覧” (PDF).   総務省 (2022年3月1日). 2022年3月22日閲覧。
5. ↑  稲沢市教育委員会事務局 学校教育課 学習支援グループ (2020年4月9日). “住所50音順通学区域（小・中学校）”.   稲沢市. 2023年11月24日閲覧。
6. ↑  “平成29年度以降の愛知県公立高等学校（全日制課程）入学者選抜における通学区域並びに群及びグループ分け案について”.   愛知県教育委員会 (2015年2月16日). 2019年1月14日閲覧。
7. 1 2 3 4 5 6 7 8 9 10 11 12 13 14 15 16  “愛知県稲沢市浅井町の住所一覧”.   ゼンリン. 2024年6月4日閲覧。
8. ↑  総務省統計局 (2014年3月28日). “平成7年国勢調査の調査結果(e-Stat) - 男女別人口及び世帯数 －町丁・字等” (CSV). 2021年7月20日閲覧。
9. ↑  総務省統計局 (2014年5月30日). “平成12年国勢調査の調査結果(e-Stat) - 男女別人口及び世帯数 －町丁・字等” (CSV). 2021年7月20日閲覧。
10. ↑  総務省統計局 (2014年6月27日). “平成17年国勢調査の調査結果(e-Stat) - 男女別人口及び世帯数 －町丁・字等” (CSV). 2021年7月21日閲覧。
11. ↑  総務省統計局 (2012年1月20日). “平成22年国勢調査の調査結果(e-Stat) - 男女別人口及び世帯数 －町丁・字等” (CSV). 2021年7月21日閲覧。
12. ↑  総務省統計局 (2017年1月27日). “平成27年国勢調査の調査結果(e-Stat) - 男女別人口及び世帯数 －町丁・字等” (CSV). 2021年7月21日閲覧。

### 書籍
1. 1 2 3 4 5 6 7  「角川日本地名大辞典」編纂委員会 1989, p. 1588.
2. 1 2 3 4 5  「角川日本地名大辞典」編纂委員会 1989, p. 85.